# Westerheversand fyr
Westerheversand fyr en fyr  utanför Westerhever i Schleswig-Holstein i Tyskland som byggdes år 1906 på en fyra meter hög terp som anlagts omkring en kilometer från skyddsvallen mot havet.
Den rödvitrandiga fyren är av gjutjärn och har en svartmålad lanternin på toppen. Den står på en murad sockel och tändes första gången den 21 maj 1908. Fyrapparaten var ursprungligen försedd med en båglampa som drevs med likström från en dieseldriven generator och från år 1951 med landström. Kolstavarna i båglampan byttes var nionde timme. År 1975 ersattes båglampan med en Xenonlampa på 2 000 watt.
En av de två fyrvaktarbostäderna på var sin sida av fyren används sedan avbemanningen år 1978 som kontor för Nationalpark Schleswig-Holsteinisches Wattenmeer och den andra som vigselkontor. Fyren övervakas från Tönning. Den renoveras och målas om med jämna mellanrum, senast år 2023.
Fyren och fyrplatsen kan besökas om sommaren via en betongbelagd stig. Stigen, som ursprungligen var av lersten, anlades samtidigt med fyren och var tidigare det enda sättet att komma torrskodd till och från platsen.